# كولن برايس (منافس ألعاب قوى)
كولن برايس (بالإنجليزية: Colin Bryce)‏ هو منافس ألعاب قوى بريطاني، ولد في 4 أغسطس 1974.

## وصلات خارجية
- كولن برايس على موقع أوليمبيديا (الإنجليزية)
- كولن برايس على موقع اللجنة الأولمبية البريطانية (الإنجليزية)